# Bielice (powiat pyrzycki)
Bielice (niem. Beelitz) – wieś gminna, sołectwo w Polsce położona w województwie zachodniopomorskim, w powiecie pyrzyckim, w gminie Bielice.
Miejscowość jest siedzibą gminy Bielice. We wsi znajduje się kościół pw. Matki Boskiej Królowej Polski.
Do 1996 roku na północ od wsi Bielice znajdowała się stacja "Bielice-Parsów" na istniejącej od 1898 r. linii kolejowej z Chwarstnicy do Pyrzyc. Obecnie linia ta jest nieczynna.

## Historia
Pierwsze zapisy pochodzą z 1235 r., odnotowano wówczas fakt otrzymania przez rycerza Krzyżana wsi Bielice od Warcisława Świętoborzyca. Krzyżan wkrótce odsprzedał część ziem cystersom z Kołbacza. W 1269 r. lennik księcia Barnima I rycerz Konrad Kleist, zrzekł się na rzecz cystersów pozostałej części ziem. Zapisy z 1302 r. wskazują, że sołtysem był niejaki Heinemann, co oznacza, że cystersi wprowadzili tu prawo niemieckie. W 1312 r. proboszczem w Bielicach był kapelan księcia szczecińskiego Ottona I Jan Polak (Polonus).
Po sekularyzacji dóbr kołackich wieś stanowiła własność książęcą. Po zniszczeniach wojny trzydziestoletniej (1618–48) jeszcze w roku 1700 część wsi nadal pozostawała opuszczona.
W latach 1954–1972 wieś należała i była siedzibą władz gromady Bielice. W latach 1975–1998 miejscowość należała administracyjnie do województwa szczecińskiego.
Nazwy wsi
- 1235 r. – Belitcze
- 1240 r. – Beliz
- 1249 r. – Belitz
- 1944 r. – Beelitz
- po 1945 r. – Bielice

## Zabytki
We wsi znajduje się kościół z XIV wieku pw. Matki Boskiej Królowej Polski, przebudowany w XIX w. Po 1945 roku zdewastowany, odbudowany w 1963 r. Posiada trójkątny szczyt wschodni z blendami, neogotycką wieżą i małym prezbiterium dobudowanym w XIX w.
Wśród zabudowy ostały się chaty ryglowe typu pyrzyckiego (wąskofrontowe).